# سارمينتو دي ريسيستينثيا
سارمينتو دي ريسيستينثيا نادي أرجنتيني رياضي يقع في ريسيستينسيا، شاكو. تأسس في 24 سبتمبر 1910. تعتبر لعبة كرة القدم هي الأكثر شعبية في النادي. يلعب حاليا في الدرجة الرابعة. سبق له اللعب لموسم واحد في الدرجة الأولى وكان في سنة 1977 وكان أبرز نتائجه الفوز 2-0 على نادي راسينغ والتعادل 1-1 مع نادي أتلتيكو ريفر بليت.